# IS-IS
IS-IS(중간 시스템 대 중간 시스템, Intermediate System to Intermediate System, ISIS)는 컴퓨터 네트워크, 물리적으로 연결된 컴퓨터 그룹 또는 유사한 장치 내에서 정보를 효율적으로 이동하도록 설계된 라우팅 프로토콜이다. 이는 패킷 교환 네트워크를 통해 데이터에 대한 최적의 경로를 결정함으로써 이를 수행한다.
IS-IS 프로토콜은 OSI(Open Systems Interconnection) 참조 디자인 내의 국제 표준으로 ISO/IEC 10589:2002에 정의되어 있다. IETF(국제 인터넷 표준화 기구)는 RFC 1142에서 IS-IS를 다시 게시했지만 해당 RFC는 국제표준화기구 ISO 표준의 최종 버전이 아닌 초안을 다시 게시하여 혼란을 야기했기 때문에 나중에 RFC 7142에 의해 역사적인 것으로 표시되었다.
IS-IS는 "대규모 서비스 제공업체 네트워크 백본을 위한 사실상의 표준"으로 불려왔다.